# Добра (Сяніцький повіт)
Добра (пол. Dobra, до 1949 року — Добра Рустикальна і Добра Шляхоцька) — село в Польщі, у гміні Сянік Сяноцького повіту Підкарпатського воєводства.
Населення — 335 осіб (2011).

## Розташування
Знаходиться на 12 км на північному сході від Сяніка і 50 км на південний схід від Ряшева.

## Історія
Вперше згадується в 1402 р.
До 1772 р. село входило до Сяніцької землі Руське воєводства, у складі мриголодського староства, самбірської економії, улюцького ключа.
З 1772 року село належало до Сяноцького округу Королівства Галичини та Володимирії Австро-Угорщини.
У 1881 р. село мало 254 будинки і 1275 жителів; належало до Добромильського повіту.
Спочатку село належало до парафії в с. Улюч. В 1866 р. в село був призначений завідатель, у 1877 р. утворено капеланію, а в 1886 р. — окрему парохію. В 1879 р. була збудована дерев’яна церква св. Apx. Михаіла.
На 1936 р. у двох селах було 1992 жителів, з них 1712 греко-католиків, 190 римо-католиків і 90 юдеїв. Село мало греко-католицьку парафію, яка належала до Динівського деканату Апостольської адміністрації Лемківщини. Метричні книги велися від 1784 р. Село належало до Сяніцького повіту Львівського воєводства. Також була читальня «Просвіти».
На 01.01.1939 у селі Добра Рустикальна було 550 жителів (480 українців-грекокатоликів, 40 українців-римокатоликів, 10 поляків і 20 євреїв), у селі Добра Шляхоцька було 1430 жителів (1230 українців-грекокатоликів, 100 українців-римокатоликів, 70 поляків і 30 євреїв).
13 вересня 1939 року німці увійшли в село, однак уже 26 вересня 1939 року мусіли відступити, оскільки за пактом Ріббентропа-Молотова правобережжя Сяну належало до радянської зони впливу. 27.11.1939 постановою Верховної Ради УРСР село в ході утворення Дрогобицької області включене до Ліськівського повіту. Село ввійшло до складу утвореного 17.01.1940 Ліськівського району (районний центр — Лісько). Наприкінці червня 1941, з початком Радянсько-німецької війни, територія знову була окупована німцями. В липні 1944 року радянські війська знову заволоділи цією територією. В березні 1945 року село віддане Польщі.
Після Другої світової війни українське населення було піддане етноциду. Частина переселена на територію СРСР в 1946 році. Родини, яким вдалось уникнути виселення, в 1947 році під час Операції Вісла були депортовані на понімецькі землі.
Після виселення українців церква була перетворена на костел.
У 1949 р. села Добра Шляхоцька і Добра Рустикальна об'єднані в одне село Добра.
У 1975-1998 роках село належало до Кросненського воєводства.

## Демографія
Демографічна структура станом на 31 березня 2011 року:
|          | Загалом | Допрацездатний вік | Працездатний вік | Постпрацездатний вік |
| -------- | ------- | ------------------ | ---------------- | -------------------- |
| Чоловіки | 184     | 43                 | 120              | 21                   |
| Жінки    | 151     | 29                 | 79               | 43                   |
| Разом    | 335     | 72                 | 199              | 64                   |

## Уроженці
- Попель Михайло (протоієрей) - протоієрей Української автокефальної православної церкви. Релігійний і громадський діяч на Лемківщині і Волині.

## Пам’ятки
- Колишня церква з дзвіницею.
- Придорожня і 2 прицвинтарні каплички.
- 2 давні та сучасний цвинтар, на горішньому кінці якого ховали загиблих повстанців.
- Будинок колишньої плебанії.
- Будинок колишньої читальні «Просвіти».